# Los Angeles Police Department
Het Los Angeles Police Department (LAPD) is de politie in de Amerikaanse stad Los Angeles. Met 9974 agenten en 3000 burgers is de LAPD de grootste gemeentelijke politie in de VS, op New York en Chicago na. Het is opgericht op 13 december 1869, door Marshal William C. Warren.
Het hoofdkantoor is gevestigd op 100 West 1st Street, vlak bij het vorige hoofdkantoor, de Parker Center. De eenheid heeft 21 divisies die zijn ondergebracht bij vier hoofdbureaus. Daarnaast hebben de hoofdbureaus ook andere afdelingen waaronder de recherche, SWAT, de hondenbrigade, bereden politie, luchtvaartpolitie en Major Crimes. Deze laatste is verantwoordelijk voor anti-terrorisme en speciale operaties.

## Geschiedenis

### De beginjaren
Tijdens de Goldrush stond Los Angeles bekend om zijn geweld en gebrek aan wetten. De stad had het hoogste aantal moorden in de VS en had veel last van bandieten. Vrijwel iedereen was bewapend met een mes of pistool en lynchen was de meest voorkomende manier om criminelen te straffen, aangezien er nauwelijks rechtbanken waren. In 1853 werden de Los Angeles Rangers opgericht. Dit was een vrijwillige groep met leden van de California Militairy Department, die al werkzaam waren voor de Sheriff van de Los Angeles County. Deze eenheid hield het vol tot 1857. In 1853 werd er ook een andere politie-eenheid opgericht, de Los Angeles Guards, deze eenheid hielt het uit tot 1880. Naast deze twee eenheden bestond er tussen 1855 en 1861 de Los Angeles City Guards. Op 13 december 1869 kwam de eerste, betaalde politie-eenheid in Los Angeles; zes agenten werden in dienst genomen onder leiding van marshal William C. Warren. In 1870 werd de marshal doodgeschoten door een van de agenten, om een ruzie over een beloning. Hierna zijn er nog twee anderen aan de leiding geweest, maar geen hield het lang vol.
In 1889 kwam John M. Glass aan het hoofd van de LAPD, hij bleef elf jaar aan het hoofd en professionaliseerde de LAPD. Tegen 1900 waren er 70 agenten in dienst, één agent voor 1500 inwoners. In 1903 was het aantal uitgegroeid tot 200 agenten. In 1916 werd er begonnen om rekruten te trainen.
In 1910 werd de eerste vrouwelijke agente ingezworen en in 1916 trad de eerste Afro-Amerikaanse vrouwelijke agente in dienst.

### De Wereldoorlogen
Tijdens de Eerste Wereldoorlog kreeg de LAPD te maken met federale misdrijven en werd het gereorganiseerd tot een speciale Home Guard. Na de Eerste Wereldoorlog werd de LAPD zeer corrupt, samen met het halve stadsbestuur. Deze corrupties bleven aanhouden tot medio de jaren '30.  James E. Davis stond aan het hoofd van de LAPD van 1926 tot 1929 en van 1933 tot 1938. In zijn twee termijnen ontsloeg hij een vijfde van de agenten jegens slecht gedrag, eiste dat er een uitgebreide wapentraining kwam en richtte de Red Squad op, dat communistische kantoren inviel. In 1938 werd burgemeester Frank L. Shaw vervangen en kwamen er hervormingen, waarbij leden van het stadsbestuur en 45 LAPD-agenten op straat kwamen te staan. En de eerste Afro-Afrikanen en vrouwen kwamen bij de politiecommissie.
Tijdens de Tweede Wereldoorlog, onder leiding van Clemence B. Horrall, was de sterkte van de LAPD zeer beperkt. Dit kwam mede door de Amerikaanse strijdkrachten. Nieuwe rekruten kregen in plaats van twaalf, maar zes weken training en konden bij grote incidenten, zoals de Zoot Suit Riots van 1943, maar weinig weerstand bieden. Een van de dieptepunten was de Black Dahlia-moord op 15 januari 1947. Hierbij werd een vrouw gevonden die doormidden was gezaagd. Er werden 150 verdachten aangehouden, maar geen enkele werd schuldig gevonden. In 1946 werd de LAPD Gangster Squad opgericht om de toenemende misdaad en de georganiseerde misdaad in te perken.

### Na de oorlog

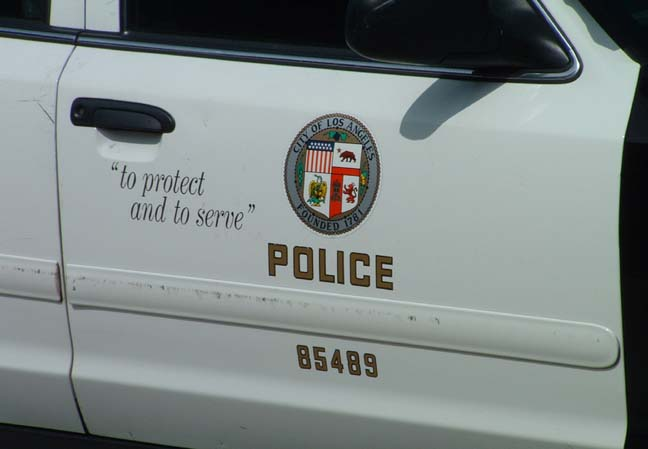
Het motto van de LAPD op de deur van een politieauto

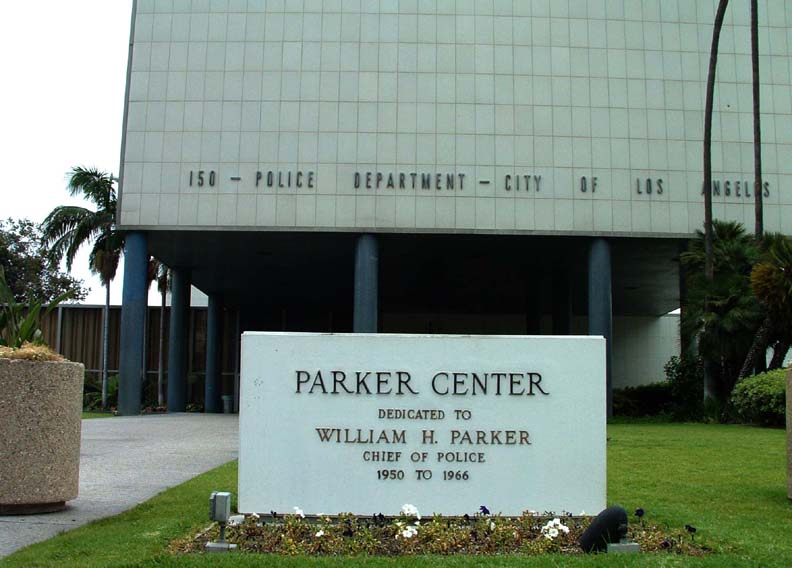
Het Parker Center, dat tussen 1955 en 2008 het hoofdbureau was van de LAPD. Het is in 2019 gesloopt

Clemence Horrall werd vervangen door een gepensioneerd marineofficier, William A. Worton, die op zijn beurt in 1950 werd vervangen door William H. Parker. Parker pleitte dat de LAPD professioneel zou worden. In 1951 vond het Bloody Christmas-schandaal plaats, hierbij werden zeven burgers ernstig mishandeld en liepen hierbij botbreuken en gescheurde organen op. Parker stelde een onderzoek in en er werden acht agenten aangeklaagd, 54 overgeplaatst en 39 agenten geschorst.
In 1955 werd het motto 'To protect and to serve' geïntroduceerd op de politieacademie en in 1963 het officiële motto van de LAPD.
In 1965 braken de Watts-rellen uit, vanwege extreem politiegeweld tegen de zwarte minderheid in Los Angeles. Zes dagen lang waren er rellen en werden er bedrijven en panden geplunderd en vernield. Uiteindelijk moest de California National Guard eraan te pas komen, omdat het de LAPD niet lukte om de rellen te beëindigen. In totaal was er $40 miljoen aan schade, verloren 34 mensen hun leven en raakten 1000 gebouwen onbewoonbaar.
William Parker overleed in 1966 aan een hartaanval en in 1969 kwam Edward M. Davis aan het hoofd van de LAPD. Hij richtte speciale eenheden op die controles uitvoerden op straatbendes, richtte SWAT-teams op in 1972 en kwam met programma's voor buurtwachten. Hij ging met pensioen in 1978.

#### TRASH-eenheid
De nieuwe eenheid voor de gangs kreeg zijn hoofdkwartier op het Operations South Divisions, het hoofdbureau voor alle eenheden in Los Angeles South Central. In 1972 kreeg Los Angeles een explosieve groei van street gangs. De Crips en Bloods waren de grootste gangs en zorgden voor veel problemen. Als reactie hierop werd er op de 77th Street Division een speciale inlichtingeneenheid opgericht. Deze eenheid bestond uit geüniformeerde agenten en kreeg de naam TRASH-eenheid, dat voor Total Resources Against Street Hoodlums stond.
De TRASH-eenheid kwam erachter dat elke gang een leider, een paar naaste medewerkers en volgelingen had. Als de gangleider gearresteerd zou worden, nam de misdaad in het gebied van de gang af, als de leider terugkeerde, nam de misdaad weer toe. De LAPD en Los Angeles richtten hiervoor de DDCP, de Disposition Data Coordination Project, op. Dit was een samenwerking tussen politie, reclassering, rechtbanken en scholen. Niet lang daarna werd het DDCP-project beëindigd, nadat de stad meerdere keren was aangeklaagd. Inmiddels was de TRASH-eenheid hervormd naar de CRASH-eenheid, oftewel de Communication Resources Against Street Hoodlums.

### 1978 - 1997

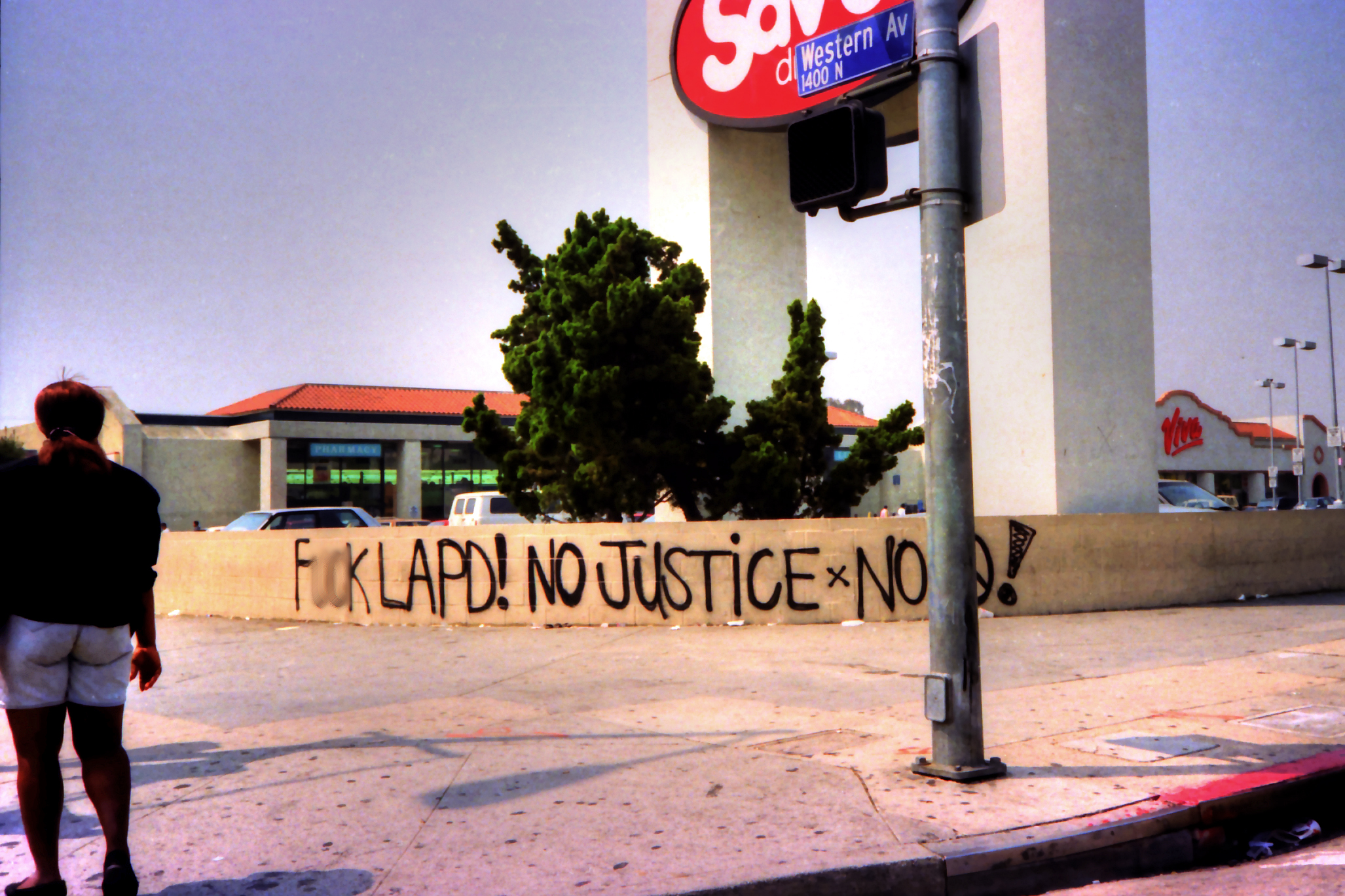
Protestbord tijdens de Rodney King-rellen in 1992

In 1978 werd Davis opgevolgd door Daryl F. Gates. Hij zorgde voor enorme bezuinigen, waardoor er voor het eerst in vele jaren minder dan 7.000 agenten op de loonlijst stonden. En dit terwijl de drugs- en bendecriminaliteit enorm waren in de stad. Als reactie hierop, startte Gates in 1987 operatie Hammer, dat tot een ongekend hoog aantal arrestaties leidde. Deze arrestanten waren voornamelijk zwarte en Latijns-Amerikaanse jongeren. Gates ging met pensioen in 1992, vlak na de rellen in Los Angeles 1992, die na de mishandeling van Rodney King door de CHP plaatsvonden. Bij deze rellen kwamen 63 mensen om het leven, raakten er 2383 mensen gewond en vonden er 12.111 arrestaties plaats. In 1997 werd Los Angeles opgeschrikt door een zware bankoverval in North Hollywood. Twee mannen met automatische geweren en kogelvrije vesten pleegden een bankoverval en verwondden 12 agenten en 2 burgers. Na een schietpartij van één uur lang, kon het SWAT-team de daders uitschakelen. Bij de schietpartij zijn er meer dan 2.000 kogels afgeschoten.

#### Rampart/CRASH-schandaal
Het Rampart Scandal was een ernstig corruptieschandaal binnen de CRASH-eenheid van de LAPD. Meer dan 70 agenten waren betrokken bij verschillende vormen van wangedrag. Zo vonden er meerdere schietpartijen en zware mishandelingen plaats, werden er valse bewijsstukken op de plaats delict gelegd, pleegden agenten bankovervallen en er vond grootschalige drugshandel plaats. Er werden 70 agenten beschuldigd van wandaden, maar er werden maar 24 agenten echt bestraft, van wie 12 agenten geschorst werden en 7 agenten ontslagen werden.
Uiteindelijk zijn er meer dan 140 civiele rechtszaken tegen de stad aangespannen, dat de stad $125 miljoen kostte.

### Heden
In oktober 2002 kwam William J. Bratton aan het hoofd van de LAPD, nadat hij bij meerdere politiediensten in de VS als korpschef had gediend. Hij richtte een speciale eenheid op, die gespecialiseerd is in terrorismebestrijding. De reden hiervan was dat LAPD-agenten na de aanslagen op 11 september 2001 geen training of uitrusting hadden voor terrorismebestrijding.
In 2005 begon de LAPD promotiefilmpjes te vertonen in bioscopen om meer agenten te werven. Deze filmpjes bevatten echte LAPD-agenten en hun dagelijkse bezigheden.
Op 7 februari 2008 werd een SWAT-team naar een melding gestuurd, nadat een man 911 had gebeld en vertelde dat hij drie familieleden had vermoord. Toen het SWAT-team arriveerde, opende de verdachte het vuur op het SWAT-team en schoot twee agenten neer. De twee agenten werden gelijk naar het ziekenhuis vervoerd. Een van de twee agenten, Randy Simmons, bezweek 30 minuten later aan zijn verwondingen. Hierbij was Simmons de eerste SWAT-agent die omkwam sinds de oprichting van de eenheid.

## Materieel en hulpmiddelen
De LAPD beschikt over ongeveer 5000 voertuigen om te patrouilleren in Los Angeles.

### Patrouillevoertuigen

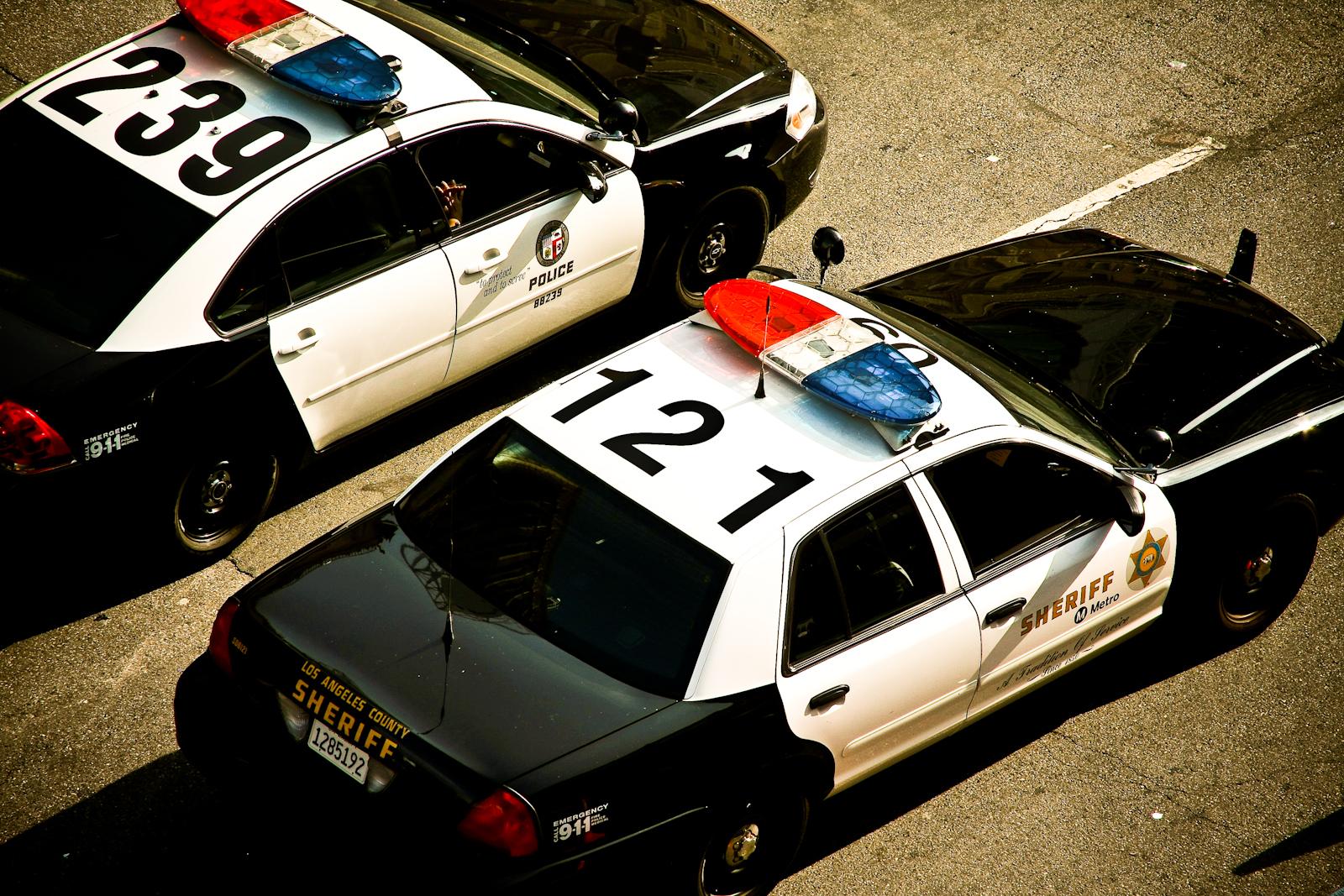
Een LAPD-wagen (links), naast een auto van de LASD. Op het dak de wagennummers, die voor de luchtvaartpolitie zijn aangebracht.

De standaard patrouillevoertuigen ('shops') van de LAPD zijn de Ford Police Interceptor Utility en de Ford Crown Victoria. Daarnaast rijden er ook een klein aantal Chevrolet Tahoe's, Dodge Chargers en Ford Police Interceptor Sedans rond als patrouillevoertuigen. 
Speciale eenheden van de LAPD gebruiken naar de Ford Police Interceptor Utility ook andere voertuigen zoals de GMC Sierra. Deze voertuigen zijn in tegenstelling tot de zwart-witte patrouillevoertuigen volledig wit.

#### SWAT

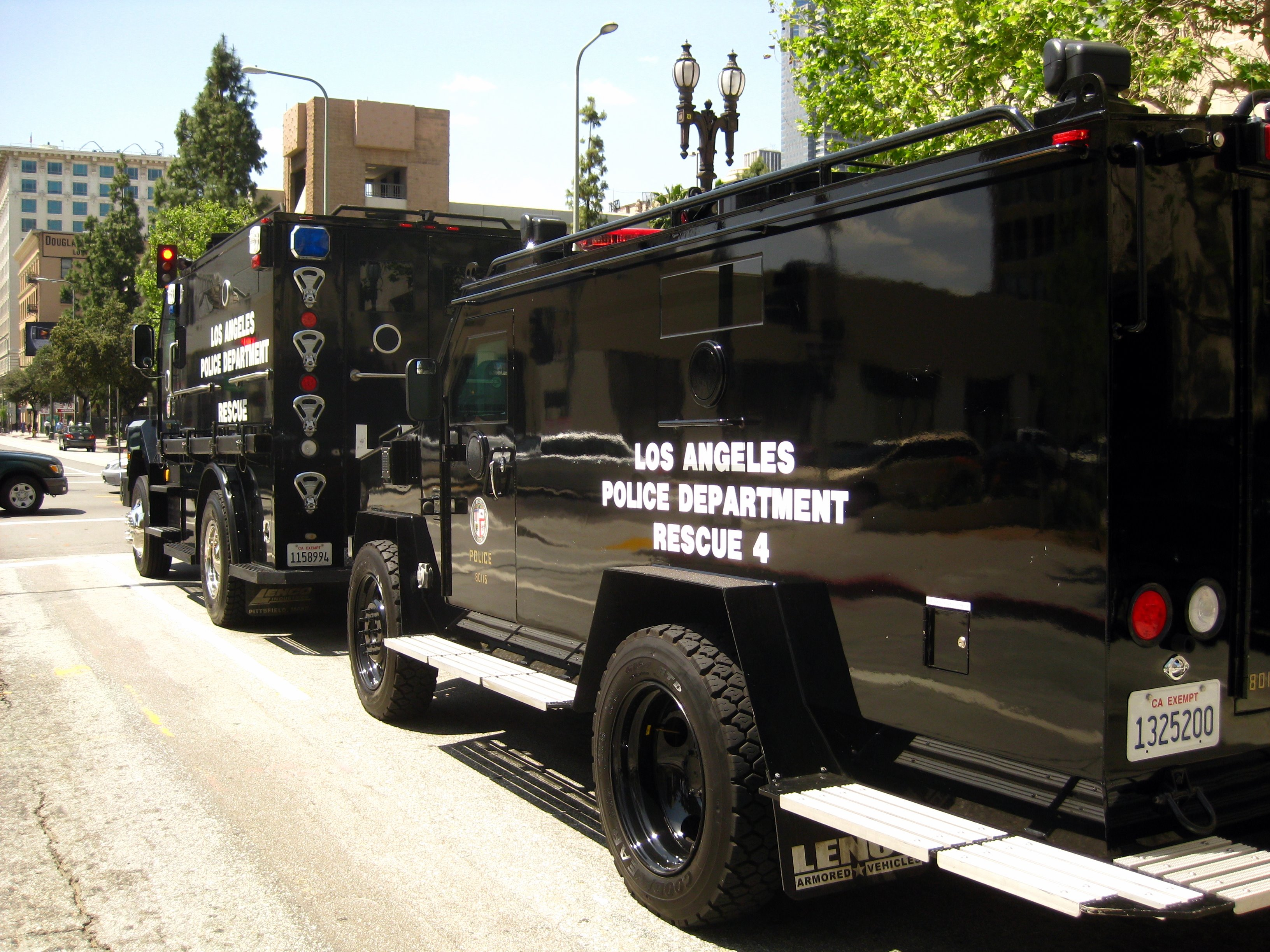
Lenco BearCat van de LAPD SWAT

De LAPD SWAT gebruikt over het algemeen de Ford Police Interceptor Utility. Daarnaast bezit de LAPD ook de Lenco BearCat en de Cadillac Gage Commando. Deze pantserwagens worden alleen ingezet wanneer ze hoognodig zijn en heten 'Rescue Vehicles'
De LAPD heeft ook enkele trucks in dienst die bedoeld zijn voor de transporten van mobiele commando's. De LAPD gebruikt ook enkele takelwagens die door het Amerikaanse leger zijn afgestoten. Verder zijn er verschillende busjes in dienst die bedoeld zijn voor transporten en administratie. 

### Motoren

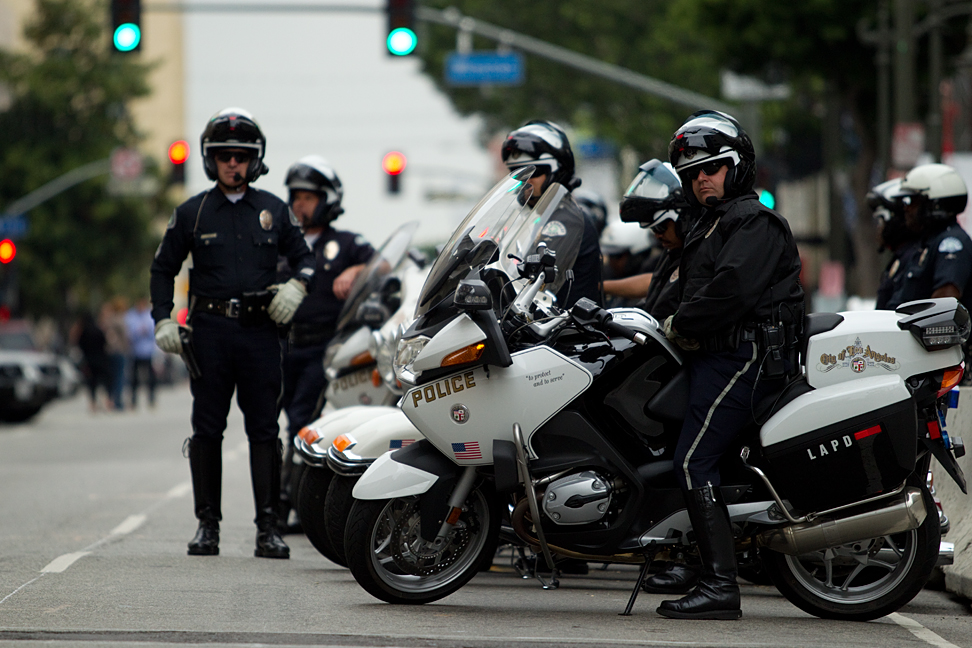
Enkele motoreenheden staan paraat bij protesten in Downtown Los Angeles

De motoreenheid van de LAPD bestond vele jaren uit Kawasaki-motorfietsen, maar de laatste jaren bestaat de vloot uit Harley-Davidson FL- en BMW R 1200RT-motoren. Verder gebruikt de LAPD enkele elektrische motoren en scooters. Motoragenten mogen tijdens slecht weer niet op de motoren rijden en krijgen dan patrouilleauto's toegewezen. De motoren zijn standaard zwart met wit geschilderd, hebben zwaailampen en zijn uitgerust met een politieradio.

### Luchteenheid
De LAPD heeft 21 helikopters en één vliegtuig in dienst. De helikopters zijn zwart met wit geschilderd en hebben op de zijkant 'LAPD' staan in blauwe hoofdletters. De helikopters zijn uitgerust met verscheidende elektronica, een zoeklicht dat evenveel licht produceert als 30 miljoen kaarsen en verschillende camera's. De helikoptervloot bestaat uit Eurocopter AS350B2 AStars, Bell 206B-III's en een Bell 412. De helikopters opereren vanaf een helikopterhaven in het centrum van Los Angeles en vanaf Van Nuys Airport. Helikopterpiloten moeten minstens drie jaar ervaring hebben gehad met patrouillevoertuigen. De piloten zijn bewapend en mogen arrestaties uitvoeren als grondeenheden te ver weg zijn.

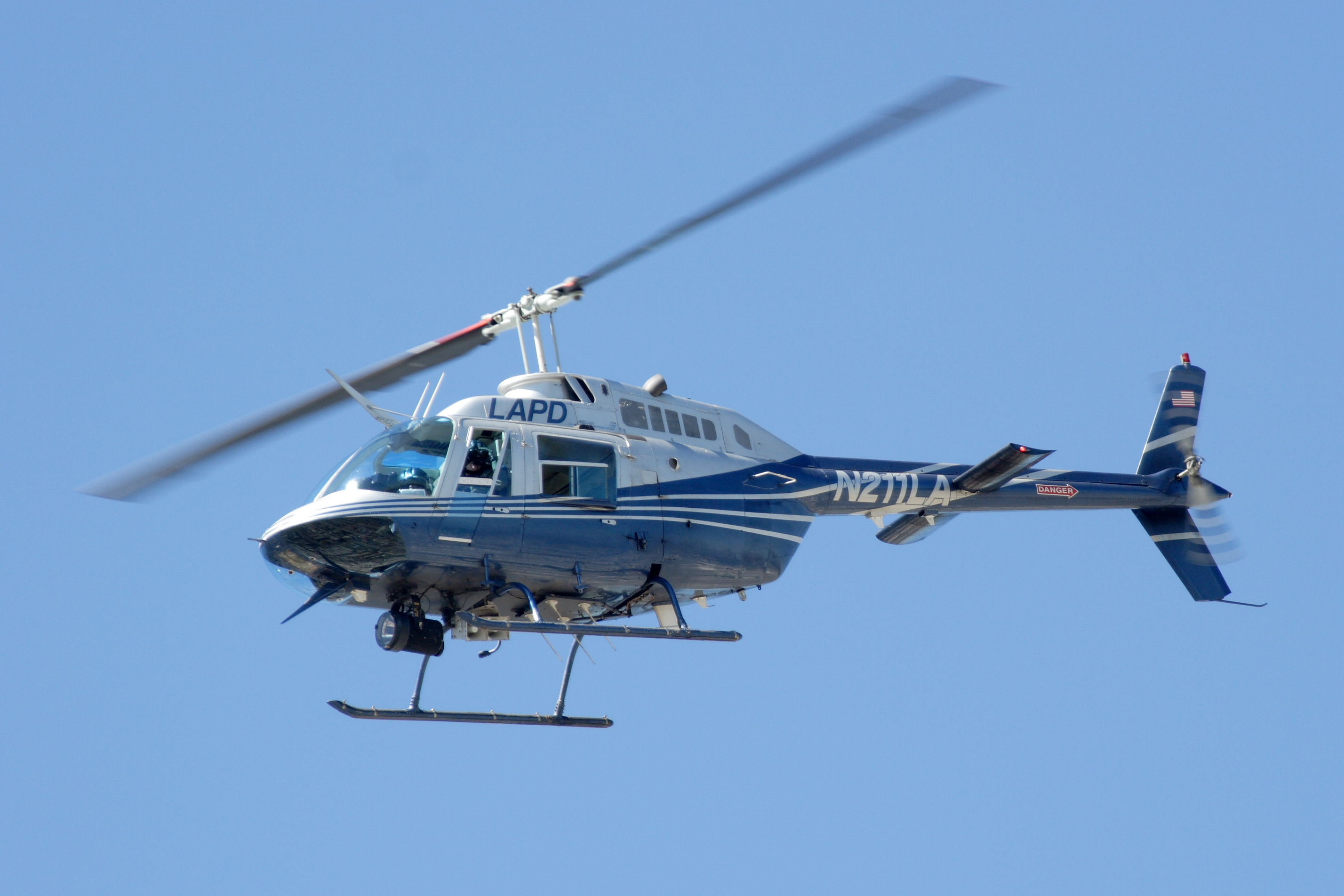
Bell 206-helikopter tijdens een vlucht

De helikopters mogen niet vliegen tijdens slecht weer.